# Yusuke Sudo
Yusuke Sudo (født 7. maj 1986) er en japansk tidligere professionel fodboldspiller.
Han har spillet for flere forskellige klubber i sin karriere, herunder Nagoya Grampus Eight, Yokohama FC, Matsumoto Yamaga FC, FC Gifu og SC Sagamihara.